# قانون العقوبات الجزائري
قانون العقوبات الجزائري. صدر في سنة 1966، وتم تعديل بعضه في سنة 1977، بمقتضى القانون رقم 79-03 المؤرخ في 11 فبراير 1979 والقانون رقم 82-04 المؤرخ في 13 فبراير 1982 والقانون رقم 88-26 المؤرخ في 12 يوليو 1988، والقانون رقم 89-05 المؤرخ في 25 أبريل 1989، والقانون رقم 90-15 المؤرخ في 14 يوليو  1990، ولا سيما التعديل الأخير الذي أتى به الأمر رقم 95-11 المؤرخ في 25 فبراير 1995 اخر تعديل له كان قانون رقم 14/21 مؤرخ في 28 ديسمبر سنة 2021 جريدة الرسمية رقم 99 مؤرخة في 29 ديسمبر 2021. و اخر تعديل له بموجب القانون 24-06 المؤرخ في 28 ابريل 2024.

## أجزاء وأبواب قانون العقوبات
- الجزء الأول المبادئ العامة
- الكتاب الأول العقوبات وتدابير الأمن
- الكتاب الثاني الأفعال والأشخاص الخاضعون للعقوبة
- الجزء الثاني التجريم
- الكتاب الثالث الجنايات والجنح وعقوباتها
- الكتاب الرابع المخالفات وعقوباتها